# Aad Kila
Aad Kila (Den Haag, 21 augustus 1953) is een Nederlands voormalig voetballer, die onder meer uitkwam voor FC Den Haag en FC Twente. De middenvelder stond bekend als een driftige speler en liep in zijn carrière tegen diverse gele en rode kaarten aan.

## Loopbaan
De in de Haagse Schilderswijk opgegroeide Kila maakte onder leiding van trainer-coach Václav Ježek op 13 december 1970 zijn debuut in het betaald voetbal voor ADO in een wedstrijd tegen Sparta. Zijn talent werd alras opgemerkt door Feyenoord, maar desondanks besloot hij bij ADO te blijven, dat inmiddels was opgegaan in FC Den Haag. In 1972 stond hij met zijn ploeg in de finale van de KNVB beker, waarin met 3-2 verloren werd van Ajax. In seizoen 1974/75 won Den Haag wel de KNVB beker, na winst in de finale tegen FC Twente. Kila speelde in het Nederlands elftal onder 17 jaar en later ruim twintig wedstrijden voor Jong Oranje. Voor het Nederlands elftal werd hij nooit uitgenodigd.
Na negen seizoenen en zo'n 250 wedstrijden verruilde hij FC Den Haag voor FC Twente. Hier speelde hij nog eens vier seizoenen in de Eredivisie. In het seizoen 1982/83 degradeerde FC Twente naar de Eerste divisie. Kila kende dat seizoen verschillende persoonlijke problemen. Zo liep hij een hersenschudding op bij een vechtpartij en overleed zijn vader. Hij besloot Twente te verlaten om terug te keren naar Den Haag. Er was interesse van Sparta en FC Den Haag, maar Kila beëindigde zijn profloopbaan en sloot zich aan bij de amateurvereniging ADO.
Vanaf 1999 was Kila één seizoen assistent-trainer van ADO Den Haag. Uit onvrede met een saneringsplan legde hij deze functie een jaar later weer neer.